# Francia régiók zászlóinak képtára
Ez a galéria Franciaország régiónak zászlóit mutatja be.

Aquitania
Auvergne
Bretagne
Burgundia
Champagne-Ardenne
Felső-Normandia
Franche-Comté
Île-de-France
Korzika
Languedoc-Roussillon
Limousin
Loire mente
Lotaringia
Midi-Pyrénées
Nord-Pas-de-Calais
Pikárdia
Poitou-Charentes
Rhône-Alpes